# Хаан Хунс-Ерчім
Хаан Хунс-Ерчім (монг. «Хаан Хүнс-Эрчим» хөлбөмбөгийн клуб) — монгольський футбольний клуб з міста Улан-Батор, який грає в Національній Прем'єр-лізі Монголії, яку вигравав 10 разів, у тому числі перший розіграш ліги в 1996 році. «Ерчім» став першим монгольським клубом, який виступив в азійських кубках. Федерація футболу Монголії подала заявку на участь у Кубку Президента АФК 2012 року, яка була схвалена АФК у листопаді 2011. Як переможець Суперкубку Монголії 2012 року «Ерчім» отримав путівку на цей турнір.
У 2017 році «Ерчім» кваліфікувався на Кубок АФК, ставши першим монгольським клубом, який зіграв у цьому турнірі. На матчі з клубом «Кігванчха» 4 квітня 2017 року в рамках Кубка АФК були присутні 2850 глядачів. Гра відбулась у футбольному центрі МФФ місткістю 5 тисяч місць.
У той час як більшість інших клубів Улан-Батора грають на стадіоні МФФ, «Ерчім» став першим клубом, який має власний стадіон. У 2020 році «Ерчім» об'єднався з клубом «Хаан Хунс Тітем», після чого об'єднаний клуб отримав назву «Хаан Хунс-Ерчім».

## Титули і досягнення
- Чемпіон Монголії (13): 1996, 1998, 2000, 2002, 2007, 2008, 2012, 2013, 2015, 2016, 2017, 2018, 2022
- Володар Кубка Монголії (9): 1996, 1997, 1998, 1999, 2000, 2011, 2012, 2015, 2019
- Володар Суперкубка Монголії (9): 2011, 2012, 2013, 2014, 2016, 2017, 2019, 2020, 2022